# Ловчанци
Ловчанци е село в Североизточна България. То се намира в община Добричка, област Добрич.

## Население
Преброяване на населението през 2011 г.
Численост и дял на етническите групи според преброяването на населението през 2011 г.:
|                     | Численост | Дял (в %) |
| Общо                | 794       | 100,00    |
| Българи             | 320       | 40,30     |
| Турци               | 46        | 5,79      |
| Цигани              | 116       | 14,60     |
| Други               | 0         | 0,00      |
| Не се самоопределят | 0         | 0,00      |
| Неотговорили        | 254       | 31,98     |

## Културни и природни забележителности
Това е едно от добруджанските села, чиито земи се простират равно. Има много защитаващи нивите дървесни пояси, които са засадени преди много години. Направени са така, че да разделят нивите, но и са създали дом на много дребни животни. В това българско село има много могили. Има също така и язовир. Населението е застаряващо. В центъра на селото има читалище, училище, магазини, а дори и кафене. Непосредствено до читалището се намира и кметството. Имало е и тъкачен цех. До самото кметство е имало и стол, в който са се хранели учениците. В селото се развива животновъдство и растениевъдство.

## Други
Името, което носи селото днес е в чест на загиналите славни офицери и войници от 16-и Ловчански (Ловешки) полк, участвали в Освобождението на Добруджа през Първата световна война.